# Schwedenturm (Insel Mainau)

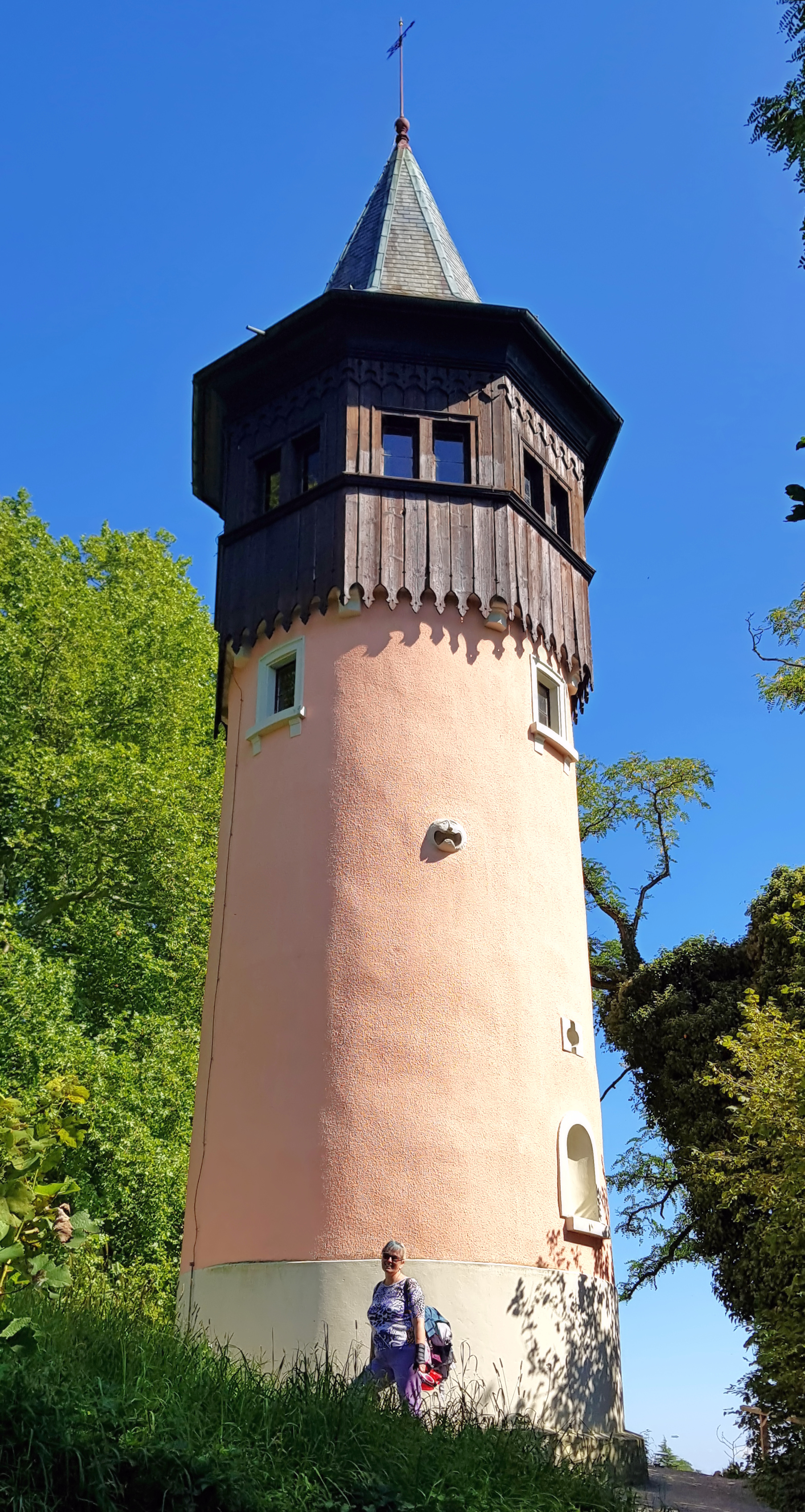
Schwedenturm vom Westen gesehen

Der Schwedenturm befindet sich auf der Südwestseite der Insel Mainau, nahe dem Weinlehrpfad und dem Arboretum.
„1558“ steht über dem Eingang des Turmes. Dies lässt die Vermutung zu, dass der schlanke Schwedenturm im 16. Jahrhundert als Wachturm in Richtung Festland erbaut wurde. Jedoch stammen das Pyramidendach und die Holzverkleidung aus dem 19. Jahrhundert. Das Wappen des Deutschen Ordens und des Komturs Georg von Gemmingen findet man ebenfalls auf dem Turm. Im Dreißigjährigen Krieg besetzten schwedische Truppen die Insel und raubten alles bis auf ein Kreuz (Schwedenkreuz).
Obwohl schon viel früher erbaut begründet sich die Bezeichnung Schwedenturm aus der zweijährigen von 1647 bis 1649 dauernden Besatzungszeit durch die schwedischen Truppen. Das Gebäude ist für Besucher derzeit nicht zugänglich.